# Bernardo Tambohuacso
Bernardo Pumayalli Tambohuacso, (Pisac, 1756 - Cuzco, 17 de noviembre de 1780) fue un noble inca, quien participó en la Conspiración de Plateros de 1780, previa a la Gran Rebelión de Túpac Amaru II.

## Primeros años
Fue hijo de Fernando Pumayalli Guaypartupa y Gregoria Tambohuacso. Estudió en el Colegio San Francisco de Borja, institución educativa para caciques en el Cuzco, regentada por los jesuitas. Posiblemente era de pequeña estatura, o tal vez por su corta edad, lo llamaban el caciquito.

## Conspiración de Plateros
Junto al criollo Lorenzo Farfán de los Godos, Tambohuacso se involucró en este levantamiento en protesta contra la instalación de la aduana en el Cuzco. Debido a su gran ascendiente sobre la población indígena, se convirtió en un dinámico dirigente que convocaba mestizos, reunía caciques y hablaba sin tapujos en las reuniones reclamando valentía. Solía decir: Se necesita un corazón más grande que la plaza mayor, para el levantamiento.
Sobre la base social del levantamiento, Tambohuacso estaba de acuerdo en darle prioridad a una política de alianzas entre indios, mestizos y criollos para impedir la instalación de la aduana, para ser exentos del repartimiento y los tributos que oprimían a los indios y los hacían cada vez más pobres, y esto podía unirlos con los españoles (criollos) en el odio común contra las autoridades españolas.
Delatada la conspiración, Tambohuacso logró eludir la persecución gracias a sus informantes que lo avisaban de los movimientos de los españoles. Se posesionó de los sectores de Acchapata e Intihuatana en la montaña al lado del pueblo de Pisac, haciéndose fuerte en dichas construcciones líticas.

## Captura
El 20 de abril de 1780, en horas de la noche, el Cacique se presentó ante el cura del pueblo, Juan de Dios Niño de Guzmán, a quien le dijo que contaba con miles de indios y que estaba dispuesto a tomar el Cuzco.
El corregidor de Calca, Diego de Olano, embargó los bienes del cacique y envió soldados a capturarlo. Al enterarse del ahorcamiento de sus compañeros de conspiración en la horca (30 de junio), se presentó con un escrito ante Olano, quien dispuso remitirlo al Cuzco. Sin embargo, la noche del 9 de julio, Tambohuacso se presentó en la casa de su cuñado Sebastián de Unzueta, cacique de Taray, y luego buscó asilo eclesiástico colocándose en la puerta de la iglesia del pueblo, pero Unzueta igual lo tomó preso, enviándolo a su destino.